# Yettem (Kalifornija)
Yettem je naseljeno područje za statističke svrhe u američkoj saveznoj državi Kalifornija. Prema popisu stanovništva iz 2010. u njemu je živjelo 211 stanovnika.